# ユルリラポ
ユルリラポは、日本の女性アイドルグループ。プラチナム・パスポート所属。レーベルはPCI MUSIC。2016年10月1日、解散。

## 概要
当時のプラチナムプロダクション所属者で構成されていた「ユルーく、リラックスポップを歌うこと」をコンセプトに生まれた癒し系ガールズユニットであり、昔、流行した「癒し系」の再普及を目標に、ダンスにストレッチやヨガの動きを取り入れるなど究極の癒し系ユニットとして活動していた。2015年2月13日に結成、2枚のシングルをリリース。2016年10月1日恵比寿CreAtoにて催されたワンマンライブを以って解散。

## 略歴

### 2015年
- 2月13日、公式ブログを開設し、ユルリラポの結成を発表[3]。結成時のメンバーは馬越幸子、小田あさ美、新海令奈、村上麻莉奈、矢野目美有の5名。
- 2月28日、プラチナムプロダクションB1劇場にて「ユルリラポお披露目イベント♪in 渋谷」を開催。
- 6月1日、Yahoo!映像トピックスにてヴィレッジヴァンガードとの共同企画「のほほんゆる散歩♡」配信開始[4]
- 6月10日、1stシングル「午前2時のロンリーガール」発売[5]。

### 2016年
- 4月6日、2ndシングル「Aitai Aitai」発売[6] 。
- 4月24日、代官山LOOPにて催された「Aitai Aitai」リリース記念のワンマンLIVE ～ヒーリングゆるりらTime～にて、矢野目美有・新海令奈の卒業が発表された[7][8]。
- 6月26日、代官山LOOPにて催された4thワンマンライブを以って矢野目・新海が卒業、新メンバーとして阿比留夏海の加入が発表された[9]。
- 7月31日、上野水上音楽堂にて開催されたイベント「下町ミュージックフェスト2016'」にて阿比留夏海が初参加。4人体制の最初で最後のステージとなった。
- 8月5日、小田、村上、阿比留の3名で『TOKYO IDOL FESTIVAL』に初出演。以後、3名で活動[10]。
- 8月31日、公式ブログにて解散を発表[11] 。
- 10月1日、恵比寿CreAtoにて催されたラストワンマンライブを以って解散。

## メンバー
| 名前                       | 愛称       | 生年月日（年齢）       | 出身地 | 身長  | 備考              |
| -------------------------- | ---------- | ---------------------- | ------ | ----- | ----------------- |
| 小田あさ美 おだ あさみ     | あさみん   | 1988年9月14日（36歳）  | 埼玉県 | 160cm |                   |
| 村上麻莉奈 むらかみ まりな | まりにゃん | 1990年4月20日（35歳）  | 熊本県 | 166cm | 元predia          |
| 阿比留夏海 あびる なつみ   | あびるん   | 1996年10月29日（28歳） | 大阪府 | 166cm | 2016年6月26日加入 |

### 旧メンバー
| 名前                     | 愛称       | 生年月日（年齢）      | 出身地 | 身長  | 備考                                      |
| ------------------------ | ---------- | --------------------- | ------ | ----- | ----------------------------------------- |
| 新海令奈 しんかい れな   | れなし     | 1989年12月4日（35歳） | 千葉県 | 163cm | 2016年6月26日卒業 DORive                  |
| 矢野目美有 やのめ みゆ   | にゃろ     | 1991年2月27日（34歳） | 栃木県 | 157cm | 2016年6月26日卒業                         |
| 馬越幸子 うまこし さちこ | さっちゃん | 1991年1月15日（34歳） | 岡山県 | 165cm | 正式な卒業アナウンスなし 元predia、DORive |

## 公式キャラクター
当初、オリジナルグッズに描かれていた無名のマスコットキャラクターの名前を募集し、「ユルリン」と命名された。特注の着ぐるみも作成され、ゆるキャラグランプリ2015にエントリー。総合ランキング 1727キャラ中943位にランクインした。2015年のTOKYO IDOL FESTIVALではプラチナムプロダクションの物販ブースに登場（その年、メンバーの出場はなし）。その後、ユルリラポの1stワンマンライブや定期公演にも出演。一時期、個別のTwitterアカウントも存在していた 。

## 作品

### シングル
| # | 発売日        | タイトル                | 規格品番  | 収録曲 | 備考                                                                |
| - | ------------- | ----------------------- | --------- | --- | ------------------------------------------------------------------- |
| 1 | 2015年6月10日 | 午前2時のロンリーガール | PPRC-0011 | 1. 午前2時のロンリーガール - 作詞：souljuice - 作曲：mitsuyuki miyake/TAKAROT - 編曲：TAKAROT 2. きっと夢は叶うから - 作詞・作曲・編曲：原田アツシ 3. 夢ふわ天国 - 作詞・作曲：松木千恵子 - 編曲：向井健太 4. 午前2時のロンリーガール (instrumental) 5. きっと夢は叶うから (instrumental) 6. 夢ふわ天国 (instrumental) | ライブ会場、 タワーレコード渋谷店・新宿店・横浜ビブレ店にて限定発売 |
| 2 | 2016年4月6日  | Aitai Aitai             | PPRC-0016 | 1. Aitai Aitai - 作詞・作曲・編曲：原田アツシ 2. 未来ボート - 作詞・作曲：松木千恵子 - 編曲：向井健太 3. シャバダバ恋の途中 - 作詞・作曲・編曲：阿久津健太郎 4. 星屑のパレード - 作詞・作曲・編曲：阿久津健太郎 |                                                                     |

## ライブ
月1～2回、当時のプラチナムプロダクションB1にてユルリラポ定期公演を開催。その他、アイドル対バンライブに出演。オリジナル曲の他にベイビィ・ポータブル・ロック（ピチカート・ファイヴ）、願い星（Snow*） 等のカバーを披露していた。終演後の特典会では、全体握手会で矢野目美有、個別握手会で各メンバーが最後、ファンに対しマッサージ（肩もみ）を施していた。

## 出演

### ネット
- ユルリラポのヒーリングタイム（2015年3月19日 - 、SHOWROOM）[19]
- ユルリラポの「のほほんゆる散歩♡」（2015年6月1日 - Yahoo! JAPAN 映像トピックス）[20]